# X86-64

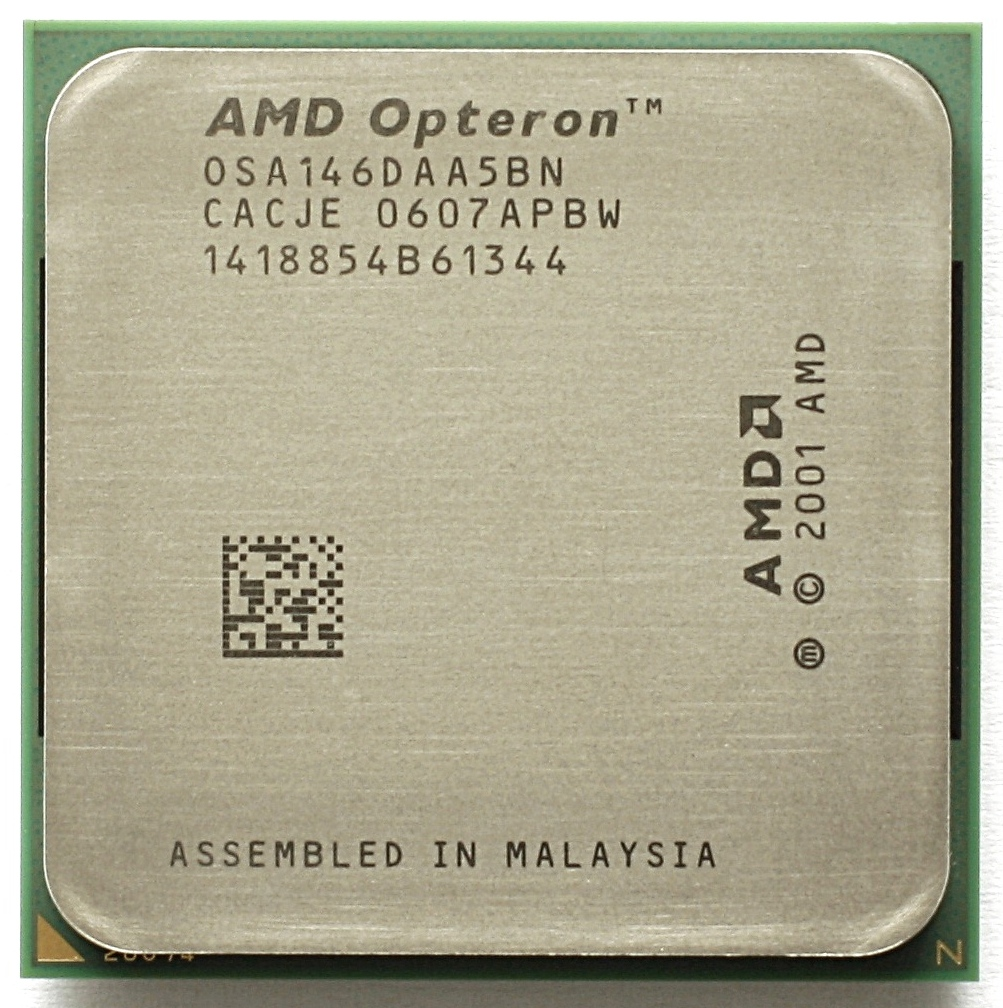
AMD 옵테론: 최초의 x86-64 CPU

x86-64, x86_64 또는 x64는 x86 명령어 집합 아키텍처의 64비트 모임이다. x86-64 명령어 집합은 에뮬레이션 없이 인텔의 x86를 지원하며 AMD64로 이름 붙인 AMD에 의해 고안되었다. 이 아키텍처는 Intel 64라는 이름으로 인텔에 의해 복제되기도 했다. (옘힐, 클래카마스 기술, CT, IA-32e, EM64T 등으로 불렸음) 이로써 x86-64 또는 x64의 이름을 일상적으로 사용하기에 이르렀다.
인텔 아이테니엄 계열 프로세서의 아키텍처인 IA-64와 헷갈리면 안 된다. 이는 32비트 x86 프로세서의 명령어 집합 수준과 호환되지 않고, 호환성을 위해 32비트 응용 프로그램을 실행할 경우 속도 저하가 발생하는 에뮬레이션을 사용해야 한다.

## AMD64
AMD64 명령어 집합은 현재 AMD의 애슬론 64, 애슬론 64 FX, 애슬론 64 X2, 튜리온 64, 튜리온 64 X2, 옵테론 이후의 프로세서에서 쓰이고 있다.

### 아키텍처 기능
- 64비트 함수 완전 지원
- 추가 레지스터
- 추가 XMM (SSE) 레지스터
- 더 넓은 가상 주소 공간
- 더 넓은 물리 주소 공간
- 함수 포인터 관계 데이터 접근
- SSE 함수
- 실행 방지 비트
- 오래된 기능 제거

### 동작 모드
| 운영 모드   | 운영 모드      | 운영 체제 요구               | 응용 프로그램 리빌드 요구 | 기본 주소 크기 | 기본 연산 크기 | 레지스터 확장 | 일반 GPR 너비 |
| ----------- | -------------- | ---------------------------- | ------------------------- | -------------- | -------------- | ------------- | ------------- |
| 롱 모드     | 64비트 모드    | 64비트 운영 체제             | 예                        | 64             | 32             | 예            | 64            |
| 롱 모드     | 호환 모드      | 64비트 운영 체제             | 아니오                    | 32             | 32             | 아니오        | 32            |
| 레거시 모드 | 보호 모드      | 16비트 또는 32비트 운영 체제 | 아니오                    | 32             | 32             | 아니오        | 32            |
| 레거시 모드 | 보호 모드      | 16비트 또는 32비트 운영 체제 | 아니오                    | 16             | 16             | 아니오        | 16            |
| 레거시 모드 | 가상 8086 모드 | 16비트 또는 32비트 운영 체제 | 아니오                    | 16             | 16             | 아니오        | 16            |
| 레거시 모드 | 리얼 모드      | 16비트 운영 체제             | 아니오                    | 16             | 16             | 아니오        | 16            |

### 동작 모드 및 설명
아키텍처에는 두 개의 주요 운영 모드가 있다:
롱 모드아키텍처가 고안한 주요 운영 모드. 프로세서의 네이티브 64비트 모드와 32비트 호환 모드를 하나로 합친 것이다. 64비트 운영 체제에서 사용되며, 64비트 응용 프로그램과 32비트 응용 프로그램을 지원한다. 16비트 응용 프로그램은 실행되지 않는다.
기본적인 명령어 집합이 같기 때문에 x86 코드를 실행하는 데 있어서 성능 상의 큰 약점은 없다. 인텔의 IA-64는 명령어 집합 구조의 차이를 보였는데 32비트 코드가 완전히 다른 프로세서를 사용하는 것을 뜻한다. 그러나 AMD64에서는 32비트 x86 응용 프로그램이 최적화를 위한 높은 수준의 컴파일러인 64비트 안의 추가적인 레지스터 덕분에 여전히 64비트에서도 이득을 볼 수 있다.
레거시 모드16비트(보호 모드, 리얼 모드) 운영 체제와 32비트 운영 체제에 사용된다. 이 모드에서 프로세서는 x86(32비트) 프로세서와 동일하게 작동하며, 16비트 응용 프로그램과 32비트 응용 프로그램만 실행할 수 있다.

### AMD64가 적용된 모델
다음의 프로세서들은 AMD64 아키텍처의 기능을 제공한다:
- AMD 애슬론 64
- AMD 애슬론 64 X2
- AMD 애슬론 X2
- AMD 애슬론 II X2
- AMD 애슬론 64 FX
- AMD 애슬론 네오
- AMD 옵테론
- AMD 튜리온 64
- AMD 튜리온 64 X2
- AMD 셈프론 ("팔레르모" E6 스테핑 및 모든 "마닐라" 이후의 모델)
- AMD 페넘 (X3, X4 모델)
- AMD 페넘 II
- AMD 불도저 FX
- AMD APU 시리즈
- AMD RYZEN 시리즈
- AMD EPYC 시리즈

## 인텔64
인텔64는 "인텔이 AMD로부터 라이선스받아 구현한 64비트 기술"을 뜻한다. 펜티엄 4의 64비트 지원 모델 이후의 프로세서들은 대개 EM64T를 지원하지만, 일부의 CPU는 EM64T를 지원하지 않는다. 인텔에서는 실질적인 64비트 기술을 구현하기 위하여 HP와 함께 IA64를 개발하여 일부 워크스테이션에 사용하고 있다. 2004년 3월에 인텔은 공식적으로 이 기술 이름을 EM64T로 정하였으나 2006년 말에 인텔은 AMD64의 이름에 대응하여 인텔64로 이름을 바꾸었다.
세부적인 사항은 아래와 같다.

### 인텔64가 적용된 모델
- 펜티엄 D와 펜티엄 익스트림 에디션, 코어 2, 코어 i7, 코어 i5 그리고 코어 i3에는 모든 모델에 적용된다.
- 펜티엄 4 F-시리즈/5x1 시리즈, 506, 516 모델에 적용
- 셀러론 D 3x1, 3x6, 355, 347, 352, 360과 365 이후 출시 전 모델 적용
- 제온 노코나 이후 출시 전 모델 적용
- 펜티엄 듀얼 코어 "Meron-2M" 이후 출시된 전 모델 적용
- 아톰 230, 330, D410, D425, D510, D525, N450, N455, N470, N475, N550, N570, N2600, N2800 모델 적용

## 지원 운영 체제
- 도스 계열
- BSD 계열(FreeBSD, NetBSD, OpenBSD)
- 리눅스 계열
- OS X (인텔 기반 맥, 스노 래퍼드 이후)
- 솔라리스
- 윈도우